# مدينة حمد
مدينة حمد هي مدينة في غرب مملكة البحرين. كانت جزءا من بلدية الرفاع والمنطقة الجنوبية ثم انفصلت لتكون وحدها بلدية مدينة حمد في عام 1991، ثم أصبحت إداريا تحت سلطة المحافظة الشمالية. تعود أصل تسميتها عند إنشائها إلى ولي عهد البحرين وهو الملك الحالي حمد بن عيسى آل خليفة.

## التاريخ
أُنشئت مدينة حمد في عام 1984 بوصفها مدينة سكنية حيث شُيّدت الحكومة مساكن لأولئك الذين لا يستطيعون تحمل أسعار المنازل المتزايدة في أجزاء أخرى من البلاد.
في عام 1990 فتحت الحكومة البحرين الباب للشعب الكويتي الذين كانوا يعانون من آثار حرب الخليج الثانية مع العراق وقدمت منازل مجانية وسمحت لأطفالهم بالدراسة في مدينة حمد واستخدام كافة مرافق الدولة. عاد الكويتيين إلى بلادهم في أوائل عام 1991 في نهاية الحرب.
في عام 2001 منحت الحكومة منازل لأعضاء المجلس النيابي من مدينة حمد مجانا.

## الجغرافيا
تبعد مدينة حمد 18 كيلومتر عن العاصمة المنامة و 19 كيلومتر عن مطار البحرين الدولي. تحيطها قرى مجاورة عديدة هي بوري ودمستان وكرزكان والمالكية وصدد وشهركان ودار كليب كما تتميز بقربها من حلبة البحرين الدولية الخاصة برياضة فورميلا ون في الشرق الأوسط.
مدينة حمد تشتهر بدواراتها الاثنين وعشرين. تستند العناوين السكنية على أقرب دوار. بحلول عام 2005 صار عدد سكان المدينة 52718. وقد تخطت مدينة عيسى في ما بعد ترتيب الكثافة السكانية.

## القانون والحكومة
مدينة حمد هي جزء من المحافظة الشمالية من أصل أربع محافظات في مملكة البحرين. ومع ذلك فإنه يحظر على المحافظات سن القوانين الخاصة بها ويجب الالتزام بجميع القوانين الوطنية في مملكة البحرين.

## الاقتصاد
مع كون المنطقة سكنية إلا أنها تتميز بسوق يدعى (سوق واقف) تحتوي على محلات تجارية وبنوك ومصارف مالية.

## المساجد
- مسجد فدك الزهراء
- مسجد يوسف كانو: الدوار 2
- مسجد السيدة خديجة: الدوار 4
- مسجد الإمام الجواد: الدوار 9
- مسجد الإمام السجاد: اللوزي
- مسجد اللوزي: اللوزي
- مسجد أم البنين: الدوار 13
- جامع الزهراء: الدوار 10
- مسجد فردان: الدوار 17
- مسجد كريم أهل البيت: الدوار 4

## النقل
يقع مطار البحرين الدولي على بعد 19.7 كم من مدينة حمد.

## التركيبة السكانية
عدد السكان (2012): 133,550 نسمة

الكثافة: 1204.16 / كيلومتر مربع.

## القرى المجاورة
- دار كليب.
- شهركان.
- صدد.
- المالكية.
- كرزكان.
- دمستان.
- الهملة.
- بوري.
- الصخير.
- الزلاق.
- الرفاع.

## التعليم
اهتمت الحكومة بتوفير مدارس كافية لأهالي المنطقة, تضم مدارس ابتدائية وإعدادية وثانوية .
الحرم الجامعي الرئيسي لجامعة البحرين في الصخير قرب مدينة حمد.